# Иван Киреевски
Ива̀н Васѝлевич Кирѐевски (на руски: Иван Васильевич Киреевский) е руски философ и публицист.

## Биография
Роден е на 3 април 1806 г. в Москва в семейството на помешчик. Негов по-малък брат е фолклористът Пьотър Киреевски. Учи в Императорския московски университет, работи за кратко в архива на външното министерство, пътува в Германия. След връщането си издава списание, забранено от цензурата, ангажира се с религиозни въпроси, като поддържа активни връзки с манастира Оптина пустиня. През 50-те години става един от най-активните дейци на движението на славянофилите.
Иван Киреевски умира от холера на 23 юни 1856 г. в Санкт Петербург.